# Noctuelia
Noctuelia é um gênero de mariposa pertencente à família Crambidae.